# Elliott Erwitt

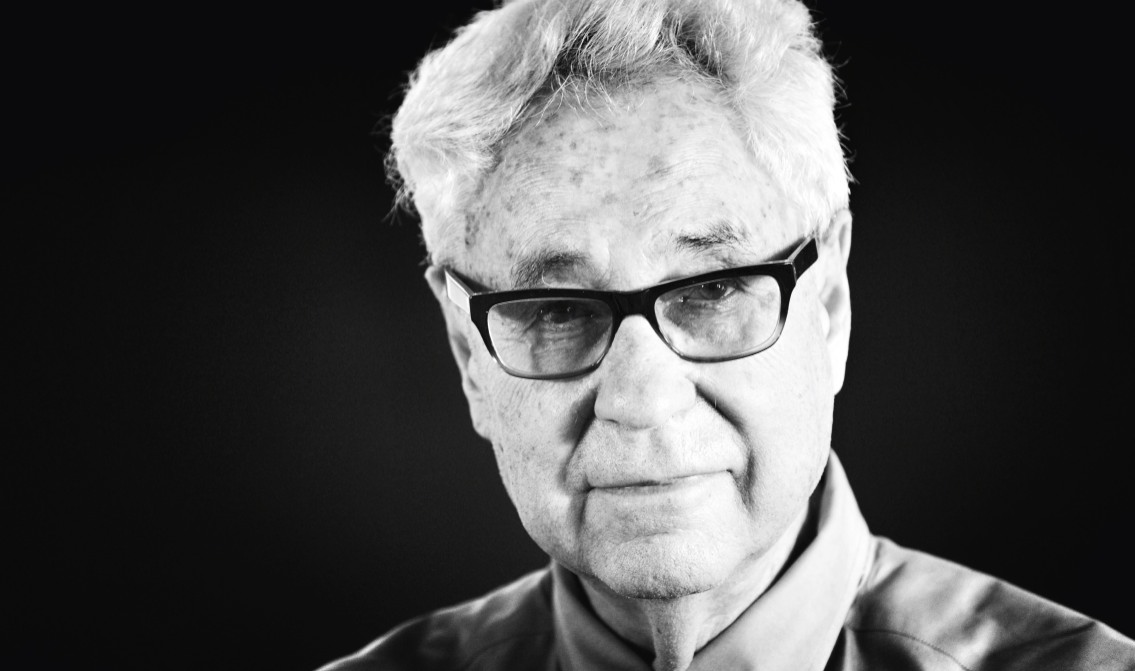
Elliott Erwitt fotografiert von Alessio Jacona

Elliott Erwitt (* 26. Juli 1928 in Paris, Frankreich; † 29. November 2023 in New York City) war ein US-amerikanischer Fotograf. In den 1960ern war er für einige Jahre Präsident sowie Vizepräsident der Fotoagentur Magnum Photos.

## Leben
Erwitt ist in Paris und Mailand aufgewachsen und emigrierte 1939 mit seiner Familie in die USA. Er studierte am Los Angeles City College und arbeitete während des Zweiten Weltkrieges in einem Fotolabor.

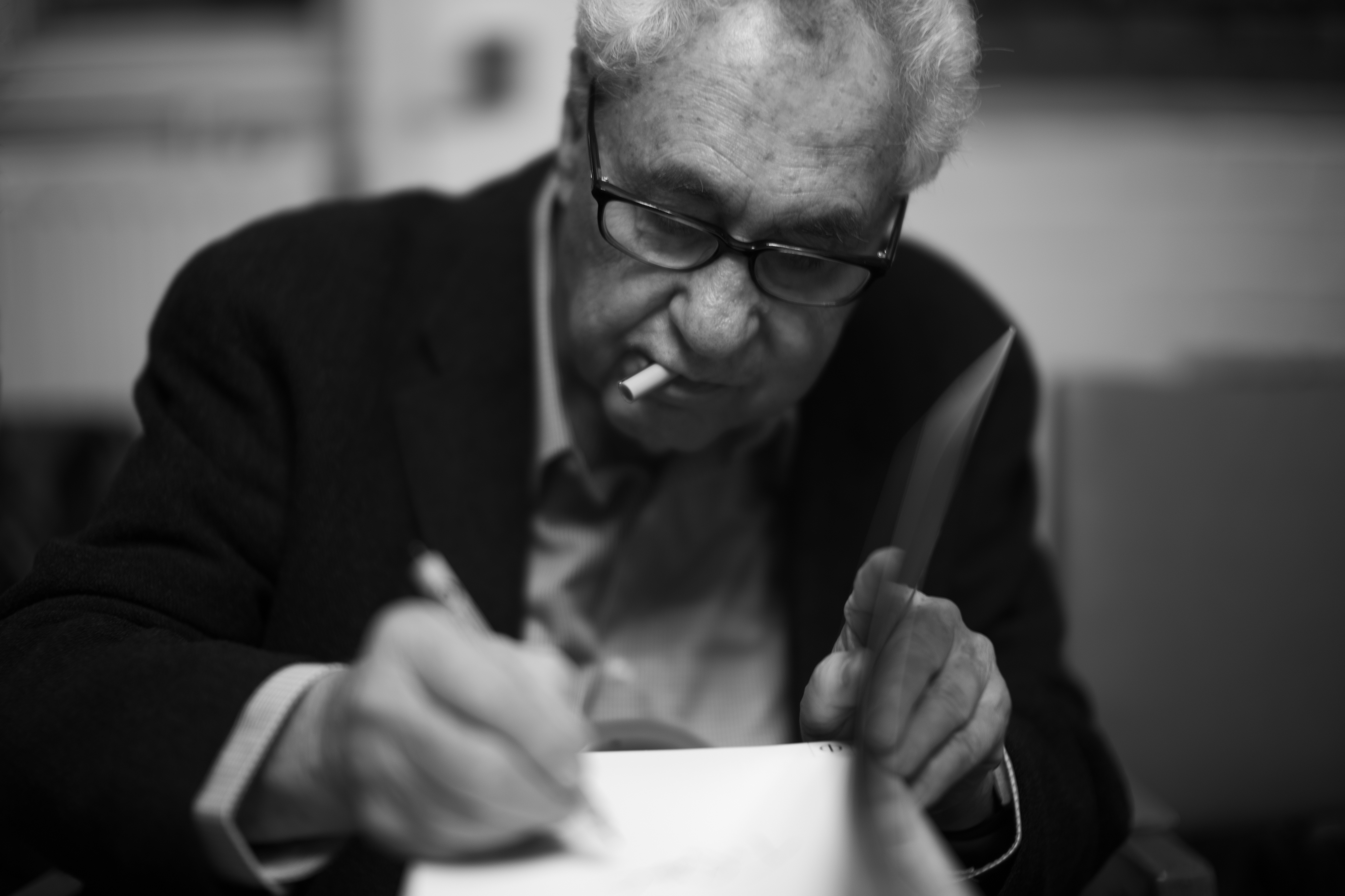
Elliott Erwitt in der Galerie WestLicht, Wien 2012

1948 zog Erwitt nach New York City, um an der New School for Social Research Film zu studieren. In diesem Jahr begegnete er den berühmten Fotografen Edward Steichen und Robert Capa. Erwitt arbeitete zunächst bei der Standard Oil Company in New York und in Pittsburgh.
1953 begann Erwitt, für Magnum zu arbeiten. Ein Jahr später war er bereits Vollmitglied der Agentur. 1966 wurde Erwitt zum Präsidenten von Magnum ernannt und behielt die Position für drei Jahre bis 1969.
Er porträtierte viele Prominente wie Marlene Dietrich, Jacqueline Kennedy, Marilyn Monroe, aber auch Fidel Castro und Che Guevara. Immer wieder hat er auch gesellschaftlich-politische Ereignisse in seiner Fotografie dokumentiert, wie den Besuch von Richard Nixon 1959 in der Sowjetunion, die Trauerfeier für John F. Kennedy 1963 oder die Amtseinführung von Barack Obama 2009.
Ab 1970 drehte er seinen ersten von mehreren Filmen und erhielt 1973 eine Förderung des American Film Institute. Er fungierte noch einmal 1974 und 1980 als Vizepräsident von Magnum.
Elliott Erwitt ist überwiegend durch seine hintergründig-verschmitzten Sujets in schwarz-weiß bekannt geworden. Als bekennender Hundefan spielen hierbei die Vierbeiner eine besondere Rolle in seinem fotografischen Werk.
Erwitt war einige Jahre mit der deutschen Filmemacherin und Schriftstellerin Pia Frankenberg verheiratet.

## Zitate
“The ‘essence of what happens’ – that’s what matters.”

„Die ‚Essenz des Geschehens‘ – darauf kommt es an.“

### Veröffentlichungen von Elliott Erwitt
- Personal Exposures – Fotografien 1946 bis 1988, mit einem autobiographischen Text. Schirmer/MoselVerlag, München 2012, ISBN 978-3-8296-0598-4.
- Paris, teNeues Verlag, Kempen 2010, ISBN 978-3-8327-9414-9.
- Personal Best, teNeues Verlag, Kempen 2006, ISBN 978-3-8327-9162-9.
- Hunde. Knesebeck, ISBN 3-89660-214-4.
- Freunde. Knesebeck, ISBN 3-89660-215-2.
- Verliebte. Knesebeck, ISBN 3-89660-216-0.
- Hundstage. Ellert und Richter, Hamburg 1988, ISBN 3-89234-045-5.

### Monografien
- Elliott Erwitt. Stern Spezial Fotografie Portfolio No. 39, teNeues Verlag, Hamburg 2005, ISBN 3-570-19547-3.

## Ausstellungen
- 2011: I am serious about not being serious. Elliott Erwitt. Fotografie, Ausstellung in der Ludwig Galerie Schloss Oberhausen.
- 2024/25: Elliott Erwitt. Vintages, Ausstellung in der Städtische Galerie Karlsruhe